# Cratere Helios
Helios è un cratere sulla superficie di Iperione.